# Jördis Steinegger
Jördis Steinegger (Graz, 8 febbraio 1983) è una nuotatrice austriaca, specializzata nello stile libero e nei misti.
Ha partecipato a tre edizioni delle Olimpiadi (2008, 2012 e 2016).

## Palmarès
- Universiadi

Bangkok 2007: bronzo nei 400m sl.
Shenzhen 2011: bronzo nei 400m misti.